# 34-й смешанный авиационный корпус

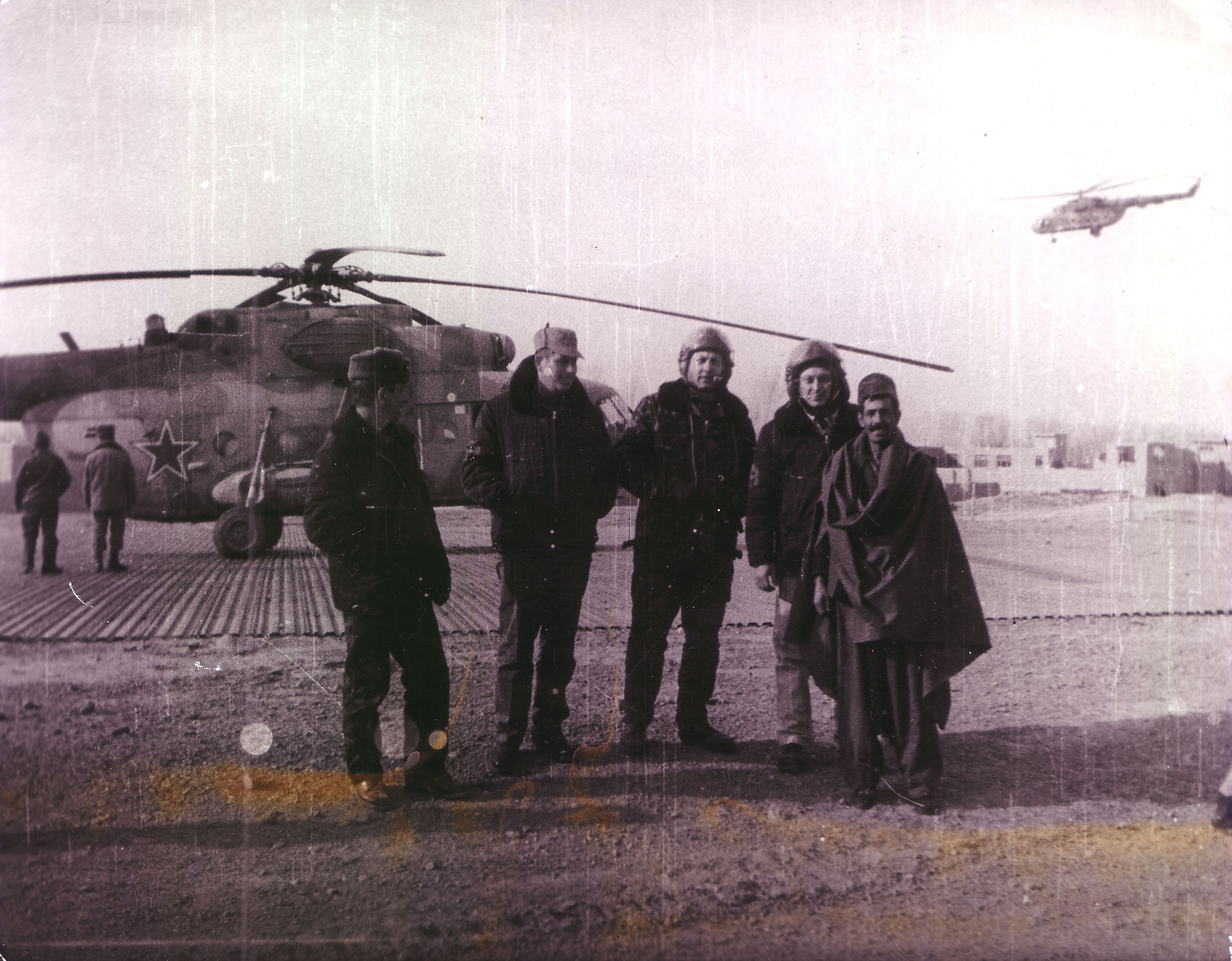
Взлётно-посадочная полоса Бараки-Бараки, ОКСВА, весна 1987 года, справа афганец.

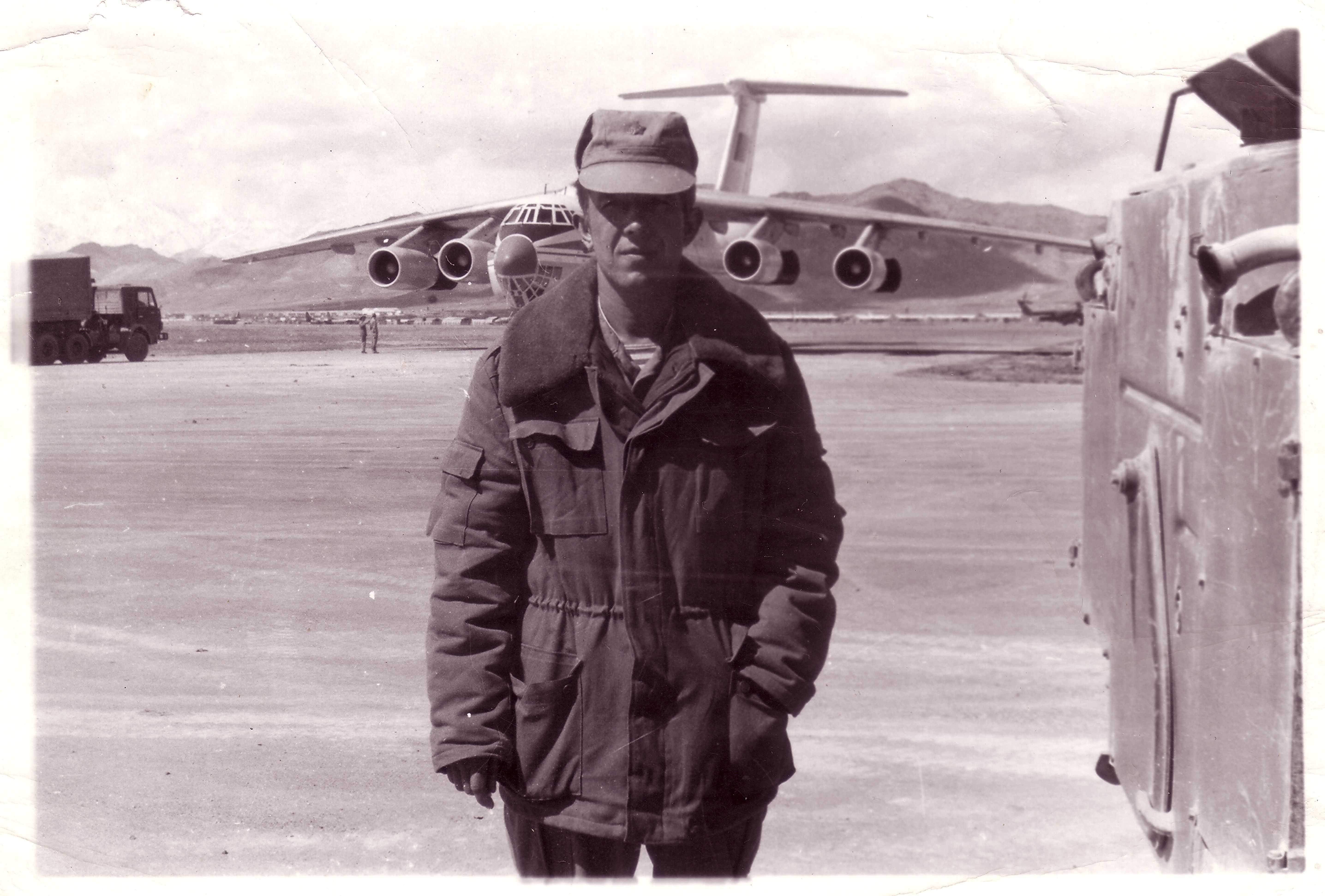
Взлётно-посадочная полоса аэропорта Кабул, весна 1987 года.

34-й смешанный авиационный корпус, позднее военно-воздушные силы 40-й армии — соединение военно-воздушных сил (ВВС) Вооружённых Сил СССР, принимавшее участие в Афганской войне (1979—1989 годов).
В состав корпуса входили воинские части, представлявшие истребительную, истребительно-бомбардировочную, разведывательную, бомбардировочную, военно-транспортную, фронтовую и штурмовую авиацию, а также наземные части боевого и тылового обеспечения.
Сокращённое наименование — 34-й сак, ВВС 40 А.

## История соединения
По директиве Генерального Штаба ВС СССР от 16 декабря 1979 года была сформирована 40-я армия (40 А) в Краснознамённом Туркестанском военном округе (ТуркВО). Для полноценного выполнения боевых задач в условиях ограниченной численности войскового контингента, отправляемого в Афганистан, было решено дополнить её авиационным формированием. В этих целях был сформирован авиационный корпус смешанного состава, представлявшего все виды авиации. 34-й смешанный авиационный корпус создавался осенью 1979 года на базе частей ВВС, дислоцированных в ТуркВО и САВО. В его первоначальный боевой состав вошли 6 авиационных эскадрилий (аэ) от разных воинских частей. Боевой состав лётных частей ОКСВА на начало января 1980 года выглядел следующим образом:
- аэ от 115-го истребительного авиаполка (115-й гв. иап)
- аэ от 87-го отдельного разведывательного авиаполка (87-й орап) (10 единиц МиГ-21Р). Баграм
- аэ от 217-го авиационного полка истребителей-бомбардировщиков (217-й апиб) (16 единиц Су-17, один Су-17УБ). Шинданд
- 302-я отдельная вертолётная авиаэскадрилья (302-я оваэ) (5 единиц Ми-8МТ, один Ми-9, два Ми-2). Шинданд
- аэ от 136-го авиационного полка истребителей-бомбардировщиков (136-й апиб) (13 единиц МиГ-21ПФМ). Кандагар
- аэ от 280-го отдельного вертолётного полка (280-й овп) (11 единиц Ми-8МТ, один Ми-24). Кандагар]

Всего на 2 января 1980 года: 54 самолёта, 20 вертолётов.
Наличие истребителей в составе 34 сак объяснялось возможным вмешательством иных государств, как вероятной реакцией на ввод советских войск в Афганистан.
В послевоенную Историю ВС СССР 40-я Армия войдёт как единственная общевойсковая армия, располагавшая собственной авиацией. Собственной авиацией в послевоенное время располагали только формирования уровня военного округа и зарубежные группы войск в Восточной Европе и в ГДР, включавшие в свой состав по несколько армий.
Со вводом войск были отправлены два отдельных инженерно-аэродромных батальона (оиаб) для обустройства военных аэродромов.
С началом активных боевых действий в марте — апреле 1980 года правительственных войск ДРА и советских войск против оппозиции, возникла острая необходимость в увеличении авиационной группировки 40 А, в связи с чем потребовалось переформирование 34-го смешанного авиационного корпуса в ВВС 40 А.

Во время войны в Афганистане вся наша авиация, включая армейскую, которая тогда тоже была в составе ВВС, подчинялась командующему 40-й армией. А это эскадрилья штурмовиков, полк Су-17, транспортники… Все задачи авиации ставились непосредственно штабом армии. В дальнейшем они детализировались в штабе авиации армии и доводились до непосредственных исполнителей. По сути, там у нас работал отдел армейской авиации в расширенном виде. При этом, заметьте, более 85 процентов летательных аппаратов армии составляли вертолёты. В моём полку были как боевые и транспортные вертолёты, так и транспортные самолёты. И практически ни одна операция без нашего участия не проводилась. Более того, если погодные условия не позволяли использовать вертолёты, операция отменялась.— Герой Советского Союза, заслуженный военный лётчик, генерал-полковник Виталий Павлов

## Боевые испытания новых самолётов
Руководство ВВС СССР в полной мере решило использовать возможность испытать в боевых условиях новейшие на тот момент самолёты и вооружение к ним. В первую очередь это коснулось Як-38 и Су-25. Для этой цели в Афганистан была отправлена по решению Министерства Обороны и Министерства Авиационной Промышленности вновь сформированная опытная эскадрилья из двух штурмовиков Су-25 и четырёх СВВП Як-38. Испытания проводились в период с 18 апреля по 29 мая 1980 года и получили известность, как операция «Ромб». По итогам испытаний Су-25 был рекомендован для использования в условиях Афганистана, что позже подтвердилось эффективной практикой его применения. Напротив, испытания Як-38 выявили множество недоработок в конструкции самолёта и поставили под сомнение его боевую ценность.
Также ВВС СССР смогли на боевой практике всесторонне испытать современные на тот момент фронтовые бомбардировщики Су-24 вместе с новейшими системами целеуказания, которыми располагал этот самолёт, и широкую номенклатуру боеприпасов, с которыми Су-24 мог работать.
Под занавес войны также был испытан истребитель-бомбардировщик МиГ-27, который, как и Су-25, показал свою высокую эффективность.

## Формирование ВВС 40 А
В течение весны — лета 1981 года состав 34 САК был дополнен переброшенными с территории СССР лётными частями и был переформирован в ВВС 40-й армии со штабом корпуса при штабе 40-й Армии в Кабуле.
Дополнение произошло за счёт следующих частей:
- 181-й отдельный вертолётный полк (181-й овп). По эскадрилье в Кундузе (12 единиц Ми-24) и Файзабад (12 единиц Ми-8)
- 292-й отдельный вертолётный полк (292-й овп). По одной эскадрилье в Джелалабаде (12 единиц Ми-24) и Гардезе (12 единиц Ми-8МТ)
- аэ от 280-го отдельного вертолётного полка (280-й овп) в Газни (8 единиц Ми-8МТ)
- 50-й отдельный смешанный авиационный полк (50-й осап) в Кабуле (12 единиц Ми-24, 12 единиц Ми-8МТ, 4 единицы Ан-26, 4 единицы АН-12).

Всего к началу 1981 года в ВВС 40 А насчитывалось 89 самолётов и 112 вертолётов.
К 1981 году боевые операции в Афганистане приобрели масштабы, потребовавшие увеличения авиации в воздухе. Из-за сложностей базирования на территории ДРА (малого количества аэродромов и невозможности полностью обезопасить подвоз горючего и боеприпасов) было принято решение к сосредоточению готовой к вылету авиации на приграничных аэродромах ТуркВО и САВО. В основном задачу по уничтожению наземных целей возлагали на эскадрильи Су-17М3.
Бомбардировщики Су-24 из-за сложности обслуживания и повышенных требований к взлётно-посадочной полосе аэродромов, решено было в основном использовать с аэродромов, находящихся на территории ТуркВО.
Создание 50-го отдельного смешанного авиационного полка при формировании ВВС 40 А, продиктованное реалиями Афганской войны — следует считать уникальным прецедентом в Истории ВВС СССР. Подобного прецедента, когда в одном авиаполку были собраны 4 эскадрильи из транспортных самолётов, ударных и транспортных вертолётов — более не имеется.
В 1981 году в состав ВВС 40 А была включена 200-я отдельная штурмовая авиаэскадрилья (200 ошаэ) на новейших штурмовиках Су-25.
Увеличение лётных частей потребовало увеличения наземных частей боевого и тылового обеспечения. В период с 1980 года по 1989 год были сформированы и передислоцированы на территорию Афганистана 8 отдельных батальонов охраны (обо — в сущности мотострелковый батальон на БТР), 10 отдельных батальонов аэродромно-технического обеспечения (обато), 8 отдельных рот аэродромно-технического обеспечения (орато), 5 батальонов и 3 роты связи и радиотехнического обеспечения (обсрто и орсрто).

## Ротация
К 1981 году руководство ВВС СССР сделало вывод о необходимости частой ротации, как лётного состава, так и лётных частей ВВС 40 А.
Диктовалось это двумя причинами:
- Возможность обучить в реальных боевых условиях как можно большее количество лётного и технического состава.
- Усталость лётного состава от больших нагрузок.

Экипажи вертолётов и лётчики-штурмовики превышали средний налёт лётного состава на территории СССР в несколько раз.

…В 1985 году летчики-штурмовики набирали вдвое больше вылетов, чем их коллеги на Су-17, и имели средний налет 270:300 часов («Союзный» норматив составлял 100 часов), а многие оставляли далеко позади и эти показатели. А. В. Руцкой совершил 453 боевых вылета (из них 169 — ночью), старший лейтенант В. Ф. Гончаренко из 378-го полка имел их 415, а полковник Г. П. Хаустов (на всех типах самолётов) — более 700 за два года работы в ДРА (Маршал авиации А. H. Ефимов — прославленный летчик-штурмовик, дважды Герой Советского Союза, за всю Отечественную войну выполнил 222 боевых вылета). На самолёт за год приходилось около 300 вылетов, но встречались и заслуженные Су-25, успевшие слетать на задание до 950 раз…— Су-25 в Афганистане
Если в вертолётных частях происходила плановая замена только лётного и наземного персонала, а также машин по ходу выработки ресурса, то в частях истребительной авиации — полной замене подвергались сами полки вместе со штатной техникой. Была выработана программа замены личного состава Эстафета. Согласно ей лётный и технический состав обязан был обновляться каждый год. В результате подобной практики к окончанию Афганской войны, через неё прошли 75 % всего личного состава фронтовой авиации ВВС СССР.
Список лётных частей принимавших участие в программе Эстафета:
- 51-й отдельный гвардейский вертолётный полк (51-й огвп)
- 55-й отдельный боевой вертолётный полк (55-й обвп)
- 65-й отдельный транспортно-боевой вертолётный полк (65-й отбвп)
- 94-й отдельный боевой вертолётный полк (94-й обвп)
- 112-й отдельный транспортно-боевой вертолётный полк (112-й отбвп)
- 119-й отдельный боевой вертолётный полк (119-й обвп)
- 206-й отдельный штурмовой авиационный полк (206-й ошап)
- 276-й отдельный вертолётный полк (276-й овп)
- 288-й отдельный вертолётный полк (288-й овп)
- 319-й отдельный вертолётный полк (319-й овп)
- 320-й отдельный транспортно-боевой вертолётный полк (320-й отбвп)
- 325-й отдельный транспортно-боевой вертолётный полк (325-й отбвп)
- 329-й отдельный транспортно-боевой вертолётный полк (329-й отбвп)
- 331-й отдельный вертолётный полк (311-й овп)
- 332-й отдельный гвардейский транспортно-боевой вертолётный полк (332-й огтбвп)
- 335-й отдельный боевой вертолётный полк (335-й обвп)
- 337-й отдельный вертолётный полк (337-й овп)
- 340-й отдельный транспортно-боевой вертолётный полк (340-й отбвп)
- 368-й отельный штурмовой авиационный полк (368-й ошап)
- 394-й отдельный вертолётный полк (394-й овп)
- 440-й отдельный вертолётный полк (440-й овп)
- 793-й отдельный транспортно-боевой вертолётный полк (793-й отбвп)
- 825-й отдельный транспортно-боевой вертолётный полк (825-й отбвп)

## Состав авиационных частей ВВС 40 А
В списке указаны полные наименования полков и эскадрилий и аэродромы базирования.
Полки истребительной авиации, подвергавшиеся ротации, указаны по годам пребывания.

### Истребительная авиация
Список полков истребительной авиации:
- 115-й гвардейский истребительный Оршанский орденов Кутузова и Александра Невского авиаполк (115-й гв.иап) МиГ-21бис (Кандагар — Баграм) (1979—1981)
- 27-й гвардейский Выборгский Краснознамённый истребительный авиаполк (27-й гв.иап) МиГ-21УБ (Баграм — Кандагар — Шинданд) (1981—1982)
- 145-й истребительный авиаполк, самолёты МиГ-21бис (Кандагар — Шинданд) (1982—1983)
- 927-й Кенигсбергский Краснознамённый ордена Александра Невского истребительный авиаполк (927-й иап) МиГ-21бис (28 ед.) МиГ-21УМ (4 ед) (Кандагар — Шинданд) (1983—1984)
- 905-й истребительный авиаполк (905-й иап) МиГ-23МЛД (Баграм — Шинданд) (1984—1985)
- 982-й истребительный авиаполк (982-й иап) МиГ-23МЛД (Кандагар) (1984—1986)
- 655-й истребительный авиаполк (655-й иап) МиГ-23МЛД (Баграм — Шинданд) (1985—1986)
- 190-й истребительный авиаполк (190-й иап) МиГ-23МЛД (Баграм — Шинданд) (1986—1987)
- 168-й истребительный ордена Суворова авиаполк (168-й иап) МиГ-23МЛД (24 ед.) МиГ-23УБ (4 ед.) (Баграм — Шинданд) (1987—1988)
- 979-й Волковысский Краснознамённый ордена Суворова истребительный авиаполк (979-й иап) МиГ-23МЛД (Кандагар — Шинданд) (1986—1988)
- 120-й истребительный авиаполк (120-й иап) МиГ-23МЛД (33 ед.) МиГ-23УБ (5 ед.) (Баграм — Шинданд) (1988—1989)

### Истребительно-бомбардировочная авиация
Список полков истребительно-бомбардировочной авиации:
- 134-й авиационный полк истребителей-бомбардировщиков (134-й апиб) МиГ-27 (Шинданд)
- 136-й авиационный полк истребителей-бомбардировщиков (136-й апиб) Су-17М3 (Кандагар — Шинданд)
- 156-й авиационный полк истребителей-бомбардировщиков (156-й апиб) Су-17М3 (Мары-2 ТуркВО — Кандагар — Шинданд)
- 166-й авиационный полк истребителей-бомбардировщиков (166-й апиб) Су-17М3 (Кандагар — Шинданд)
- 168-й отдельный гвардейский Краснознамённый ордена А. Невского авиационный полк истребителей-бомбардировщиков (168-й гв. апиб) Су-17М3 (Ханабад ТуркВО)
- 217-й авиационный полк истребителей-бомбардировщиков (217-й апиб) Су-17М (Кызыл-Арват ТуркВО — Шинданд)
- 274-й авиационный полк истребителей-бомбардировщиков (274-й апиб) Су-17М4 (Баграм — Шинданд)

### Бомбардировочная авиация
Список полков бомбардировочной авиации:
- 735-й бомбардировочный авиаполк (735-й бап) Су-24 (31 ед.) (Карши — Ханабад, ТуркВО)
- 143-й гвардейский Краснознамённый бомбардировочный авиаполк (143-й гв. бап) Су-24 (26 ед.) (Карши — Ханабад, ТуркВО)
- 149-й гвардейский Краснознамённый бомбардировочный авиаполк (149-й гв. бап) Су-24 (24 ед.) (Карши — Ханабад, ТуркВО)

### Разведывательная авиация
Разведывательная авиация в ОКСВА была представлена 263-й отдельной тактической разведывательной авиационной эскадрильей (263-я отраэ), которая по существу представляла собой формирование, чей личный состав на протяжении всей Афганской войны периодически менялся эскадрильями из разных отдельных разведывательных авиационных полков (орап) ВВС СССР.
В общей сложности в составе 263-й отраэ принимал участие лётный состав из 7 орап и 1 ораэ (отдельная разведывательная авиационная эскадрилья).
- 263-я отдельная тактическая разведывательная авиационная эскадрилья (263-я отраэ) МиГ-21Р Су-17М3Р (Кабул — Баграм)

### Штурмовая авиация
- 200-я отдельная штурмовая авиаэскадрилья (200-я ошаэ) Су-25 (12 ед.). Апрель 1981 — декабрь 1984. Переформирован в 378-й ошап. (Баграм — Шинданд)
- 378-й отдельный штурмовой авиаполк Су-25 (378-й ошап) (36 ед.). Декабрь 1984 — февраль 1989. (Баграм — Шинданд)

### Вертолётные полки и эскадрильи
Список вертолётных полков и отдельных эскадрилий:
- 181-й отдельный вертолётный полк (181-й овп) Ми-6 (24 ед.) Ми-24(12 ед.) Ми-8 (12 ед.) Кундуз — Файзабад — Меймене
- 280-й отдельный вертолётный полк (280-й овп) Ми-6 (12 ед.) Ми-24(22 ед.) Ми-8 (23 ед.) (Кандагар — в подчинении 70-й омсбр)
- 292-й Краснознамённый отдельный вертолётный полк (292-й овп) Ми-6 Ми-24 Ми-8 (Кундуз — Джелалабад — в подчинении 66-й омсбр)
- 335-й отдельный боевой вертолётный полк (335-й обвп) Ми-24 (24 ед.) Ми-8 (24 ед.) (Джелалабад — Газни — Гардез — в подчинении 56-й одшбр)
- 205-я отдельная вертолётная авиаэскадрилья (205-я оваэ) Ми-24(16 ед.) Ми-8 (16 ед.) (Лашкаргах — в подчинении 22-й обрспн)
- 239-я отдельная вертолётная авиаэскадрилья (239-я оваэ) Ми-24 (16 ед.) Ми-8 (16 ед.) (Газни — в подчинении 15-й обрсн)
- 254-я отдельная вертолётная авиаэскадрилья (254-я оваэ) Ми-24 (12 ед.) Ми-8 (12 ед.) (Кундуз — в подчинении 201-й мсд)
- 262-я отдельная вертолётная авиаэскадрилья (262-я оваэ) Ми-24 (12 ед.) Ми-8 (12 ед.) (Баграм — в подчинении 108-й мсд)
- 302-я отдельная вертолётная авиаэскадрилья (302-я оваэ) Ми-24 (12 ед.) Ми-8 (12 ед.) (Шинданд — в подчинении 5-й гв. мсд)
- 320-я отдельная вертолётная авиаэскадрилья (320-я оваэ) Ми-6 (12 ед.) (Кундуз — Кабул — в подчинении аппарата военных советников)

### Военно-транспортная авиация

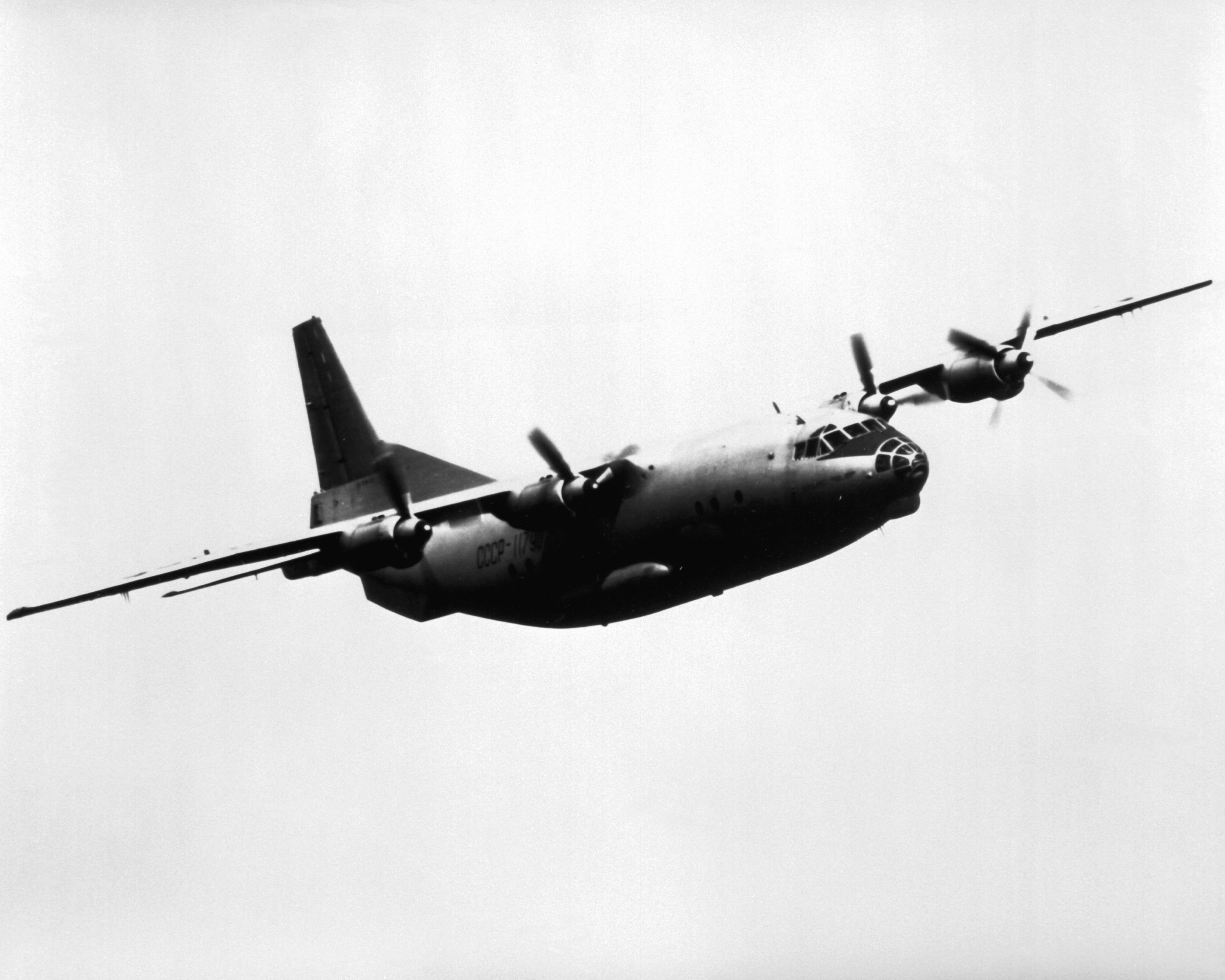
Ан-12 — Основной военно-транспортный самолёт ОКСВА

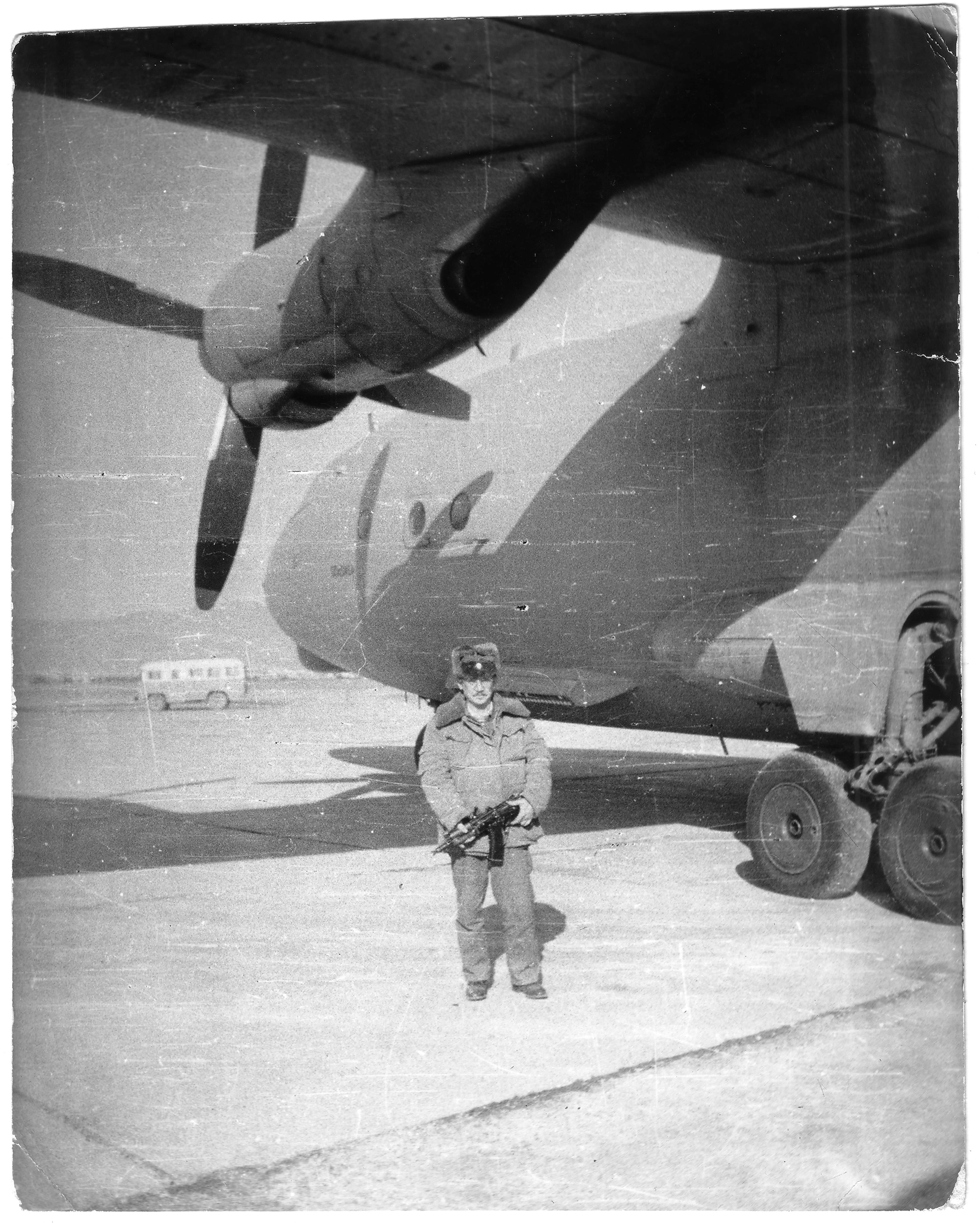
Ан-12 в аэропорту Кабула

Из лётных частей военно-транспортной авиации выполнявших боевые задачи для 40 А по переброске личного состава и доставке грузов, непосредственно на территории Афганистана полностью дислоцировались только 50 осап, 339 осаэ и 224 оато::
- 50-й отдельный ордена Красной Звезды смешанный авиационный полк (50 осап). Ан-12, Ан-26РР, Ан-30Б, Ан-26, Ми-8МТ, Ми-24Д (Кабул)
- 224-й отдельный авиационный транспортный отряд (224 оато). Ан-12 8 ед. (Кабул — в подчинении аппарата военных советников)
- 339-я отдельная смешанная авиационная эскадрилья (339 осаэ). Ан-26 3 ед. Ми-8МТ8 ед. (Кабул-Меймене — в подчинении аппарата военных советников)

Военно-транспортные авиационные полки полностью или частично дислоцированные на территории СССР и выполнявшие рейсы в Афганистан:
- 930-й Комсомольский Краснознамённый военно-транспортный авиаполк (930-й втап) Ан-12 (одна аэ на аэродроме Баграм, по одной аэ в Фергане и в Ташкенте, ТуркВО)
- 111-й отдельный смешанный авиаполк (111-й сап). Ан-12, Ан-26, Ми-6 (Ташкент, ТуркВО)
- 128-й гвардейский военно-транспортный авиаполк (128-й гв.втап) Ил-76 (Паневежис ПрибВО)
- 194-й гвардейский Брянский Краснознамённый имени Н. Ф. Гастелло военно-транспортный авиационный полк (194-й гв.втап) Ан-12БП, Ил-76 (Фергана, ТуркВО)

## Состав наземных частей ВВС 40 А
Указаны места дислокации и года пребывания.

### Отдельные инженерно-аэродромные батальоны (оиаб)
- 26-й отдельный инженерно-аэродромный батальон (26-й оиаб) — Кабул — Баграм 1980—1988;
- 290-й отдельный инженерно-аэродромный батальон (290-й оиаб) — Шинданд 1979—1988.

### Отдельные батальоны аэродромно-технического обеспечения (обато)
- 313-й обато (Кандагар 1979—1980 — Кундуз 1980—1981);
- 344-й обато (Кундуз 1980—1988);
- 358-й обато (Кундуз — Джелалабад 1980—1981);
- 377-й обато (Джелалабад — Кундуз 1980—1988);
- 395-й обато (Кабул 1980—1989);
- 396-й обато (Баграм 1980—1989);
- 403-й обато (Шинданд 1982—1989);
- 475-й обато (Кандагар 1980—1988).

### Отдельные роты аэродромно-технического обеспечения (орато)
- 245-я орато (Кабул 1982—1989);
- 248-я орато (Кабул 1980—1984 — Баграм 1984—1989);
- 249-я орато (Газни 1984—1988);
- 257-я орато (Шинданд 1981—1982);
- 266-я орато (Гардез 1986—1988);
- 273-я орато (Файзабад 1986—1988);
- 275-я орато (Фарах 1986—1988);
- 276-я орато (Шахджой 1986—1988);
- 277-я орато (Лашкаргах 1986—1988).

### Отдельные батальоны связи и радиотехнического обеспечения (обс и РТО)
- 18-й обс и РТО (Кабул 1980—1989);
- 600-й обс и РТО (Баграм 1984—1989);
- 672-й обс и РТО (Кандагар 1985—1988);
- 682-й обс и РТО (Баграм — Кабул 1979—1989);
- 694-й обс и РТО (Кандагар 1979—1988);
- 1765-й обс и РТО (Шинданд — Кандагар — Кабул — Газни 1980—1989);
- 1971-й обс и РТО (Баграм 1981—1988).

### Отдельные батальоны охраны (обо)
Отдельные батальоны охраны обеспечивали режимную зону вокруг периметра аэродромов создавая безопасные условия для взлёта и посадки летательных средств, осуществляли контрольно-пропускной режим и охрану объектов аэродрома. По штатному составу это были мотострелковые батальоны на БТР-70 численностью в 400 человек.
- 1352-й отдельный батальон охраны (1352-й обо) — Баграм;
- 1353-й отдельный батальон охраны (1353-й обо) — Джелалабад;
- 1354-й отдельный батальон охраны (1354-й обо) — Кандагар;
- 1356-й отдельный батальон охраны (1356-й обо) — Шинданд;
- 1357-й отдельный батальон охраны (1357-й обо) — Кабул;
- 1358-й отдельный батальон охраны (1358-й обо) — Газни;
- 1360-й отдельный батальон охраны (1360-й обо) — Кундуз.
  - Примечание: До апреля 1983 года 1359-й отдельный батальон охраны (1359-й обо) сформированный в ноябре 1981 года для ВВС 40 ОА, выполнял боевую задачу по защите аэродромов на северо-востоке ДРА. Управление батальона находилось в г. Кундуз. 1-я рота охраны (ро) охраняла аэродром в г. Файзабад, 2-я ро — аэродром в н.п.Меймене, 3-я ро — аэродром в г. Кундуз. Сформированный в ноябре 1981 года, для сторожевого охранения аэродромов ВВС 40 ОА, 1355-й отдельный батальон охраны (1355-й обо) был после ввода перенацелен на выполнение сторожевого охранения вокруг ГЭС у н.п.Суруби провинции Кабул и участков автомобильной трассы связывающих города Кабул и Джелалабад. После 1 апреля 1983 года 1355-й обо и 1359-й обо были переформированы и переданы в состав 278-й отдельной дорожно-комендантской бригады[17].

### Отдельные батальоны материального обеспечения ВВС (обмо ВВС)
- 221-й отдельный батальон материального обеспечения ВВС — Кабул.

## Потери ВВС 40 А
В список не вошли летательные средства получившие повреждения, но позже полностью восстановленные.

Среди самолётов:
- Транспортных самолётов — 11 Ан-12, 8 Ан-26, 1 Ан-30, 2 Ил-76.
- Истребителей — 17 МиГ-21, 12 МиГ-23.
- Истребителей-бомбардировщиков — 32 Су-17.
- Разведчиков — 1 Як-28.
- Штурмовиков — 12 Су-25 и 1 Як-38.
- Бомбардировщиков — 1 Су-24

Среди вертолётов:
- Тяжёлых транспортных вертолётов — 22 Ми-6 и 2 Ми-10.
- Транспортно-боевых — 144 Ми-8, 2 Ми-9.
- Боевых — 97 Ми-24

Итого: По данным собранным Жироховым М. А. ВВС 40А потеряла 122 самолёта и 267 вертолётов. Другие исследователи указывают цифру в 103, 109 и 118 самолётов (Список потерь самолётов).
- Примечание

1. Данные о потерях из различных открытых источников существенно колеблются. К причинам нехватки достоверной информации следует отнести отсутствие своевременной систематизации статистики учёта потерь в ВВС 40А. Приводимый выше список не претендует на точность. В список внесены данные, собранные известным автором по авиационной тематике — Жироховым Михаилом Александровичем, как исследователем, проведшим большую работу по изучению этого вопроса и сбору информации непосредственно у более чем трёх десятков ветеранов ВВС 40А.
2. В общую статистику потерь вертолётов, которая в разных источниках оценивается в 317, 333 и 340 единиц — не вошли потери авиации Пограничных войск КГБ СССР, которые были представлены в ОКСВА 3-я полками и 1-й отдельной эскадрильей — 10-й отдельный авиационный полк (10-й оап) и 22-я отдельная авиационная эскадрилья (22-я оаэ) Краснознамённого Восточного Пограничного Округа, 17-й отдельный авиационный полк (17-й оап) и 23-й отдельный авиационный полк (23-й оап) Краснознамённого Среднеазиатского Пограничного Округа[19].

## Герои Советского СоюзаВВС 40А
- Бурков Валерий Анатольевич. Сайт «Герои страны». — 17 октября 1991 года, 50-й осап
- Гайнутдинов Вячеслав Карибулович. Сайт «Герои страны». — 28 апреля 1980 года, 181-й овп
- Голованов Александр Сергеевич. Сайт «Герои страны». — 16 июня 1989 года, 50-й осап, посмертно
- Гончаренко Владислав Фёдорович. Сайт «Герои страны». — 28 сентября 1989 года, 378-й ошап
- Зельняков Евгений Иванович. Сайт «Герои страны». — 7 мая 1982 года, 254-я овэ
- Ковалёв Владимир Александрович. Сайт «Герои страны». — 29 июля 1988 года, 50-й осап, посмертно
- Ковалёв Николай Иванович. Сайт «Герои страны». — 5 февраля 1986 года, 181-й овп, посмертно
- Кот Виктор Севастьянович. Сайт «Герои страны». — 20 сентября 1982 года, 27-й гв.иап
- Кучеренко Владимир Анатольевич. Сайт «Герои страны». — 26 мая 1986 года, 50-й осап
- Левченко Анатолий Николаевич. Сайт «Герои страны». — 26 мая 1986 года, 655-й иап
- Майданов Николай Саинович. Сайт «Герои страны». — 29 июля 1988 года, 239-я овэ
- Малышев Николай Иванович. Сайт «Герои страны». — 13 января 1987 года, 181-й овп
- Очиров Валерий Николаевич. Сайт «Герои страны». — 21 февраля 1985 года, 335-й обвп
- Павлов Виталий Егорович. Сайт «Герои страны». — 3 марта 1983 года, 50-й осап
- Павлюков Константин Григорьевич. Сайт «Герои страны». — 28 сентября 1987 года, 378-й ошап, посмертно
- Письменный Вячеслав Михайлович. Сайт «Герои страны». — 5 февраля 1986 года, 181-й овп
- Райлян Александр Максимович. Сайт «Герои страны». — 25 февраля 1988 года, 335-й обвп
- Рубан Пётр Васильевич. Сайт «Герои страны». — 17 мая 1984 года, 200-я ошаэ, посмертно
- Руцкой Александр Владимирович. Сайт «Герои страны». — 8 декабря 1988 года, 378-й ошап — штаб ВВС 40А (заместитель командующего ВВС 40А)
- Филипченков Сергей Викторович. Сайт «Герои страны». — 31 июля 1986 года, 50-й осап
- Хаустов Григорий Павлович. Сайт «Герои страны». — 16 июня 1989 года, 120-й иап — 378-й ошап — штаб ВВС 40А (старший инспектор-лётчик)
- Щербаков Василий Васильевич. Сайт «Герои страны». — 28 апреля 1980 года, 181-й овп

## Командующие ВВС 40 А
Командующие 34-м сак/ВВС 40 А:
- Лепаев Борис Алексеевич — 02.02.1980 — 01.07.1981
- Шканакин Владимир Геннадьевич — 07.1981 — 19.08.1982
- Каленский Сергей Андреевич — 19.08.1982 — 04.10.1983
- Колодий Геннадий Васильевич — 04.10.1983 — 01.12.1985
- Кот Виктор Севастъянович — 01.12.1985 — 16.09.1986
- Романюк Дмитрий Саввович — 16.09.1986 — 15.05.1989